# Uden
Uden – miasto i gmina w Holandii, w prowincji Brabancja Północna.
Pierwsza wzmianka o miejscowości pochodzi z 1190 r. Odnaleziono tu jednak ślady wcześniejszego osadnictwa, a także oznaki obecności ludzkiej w okresie epoki lodowej. Od 1324 r. była częścią niemieckiego Księstwa Kleve. Uden zostało silnie dotknięte podczas wojny osiemdziesięcioletniej, toczącej się o niepodległość Niderlandów. Po podpisaniu pokoju westfalskiego miasto znalazło się poza granicami Republiki Zjednoczonych Prowincji. W 1746 r. zostało zniszczone przez pożar. W latach 1795–1806 było częścią Republiki Batawskiej, a następnie Królestwa Holandii. Podczas I Wojny Światowej cała Brabancja Północna została zalana przez falę uciekinierów z Belgii. W Uden powstał obóz dla części z nich obóz, w którym do 1918 r. schronienie znalazło kilka tysięcy emigrantów.
W 1920 r. mieszkańcy gminy zaczęli zajmować wrzosowiska na jej wschodzie. Dwa lata później powstała tam wieś Terraveen, którą później przemianowano na Odiliapeel. W 1925 r. Uden zostało odwiedzone przez królową Holandii, Wilhelminę, ze względu na trąbę powietrzną, która nawiedziła region i wywołała liczne szkody. Od połowy XIX w. miasto wyrosło na centrum regionu.
Oprócz Uden na terenie gminy znajdują się także dwie inne miejscowości – Odiliapeel oraz Volkel.